# Триэтилцитрат
Триэти́лцитра́т — сложный эфир этилового спирта и лимонной кислоты. При обычных условиях — маслянистая жидкость с тонким фруктовым запахом.
Зарегистрирован в качестве пищевой добавки Е1505.

## Получение
Вещество можно получить этерификацией лимонной кислоты и этанола. С выходом не менее 95 % образуется триэтилцитрат, до 3 % лимонной кислоты остаётся непрореагировавшей:
{\displaystyle {\ce {C3H4OH(COOH)3 + 3 C2H5OH ->}}}
{\displaystyle {\ce {-> C3H4OH(COOC2H5)3 + 3 H2O}}}.

## Свойства

### Физические
Представляет собой маслянистую жидкость с тонким фруктовым запахом. Хорошо растворяется в спирте, эфирах и воде.

### Химические
Эта активная жидкость помогает обеспечивать равномерную диффузию газообразной фазы жидких и твердых пищевых продуктов с образованием пены, то есть является пенообразователем. Также триэтилцитрат обладает стабилизирующими свойствами.

## Применение

### Пищевая промышленность
Триэтилцитрат может применяться при производстве пищевых ароматизаторов. В пищевой промышленности в РФ разрешён в качестве стабилизатора консистенции, эмульгатора, загустителя, текстуратора, связующего агента в яичном сухом белке. Добавляется в качестве стабилизатора консистенции в производстве соевого и салатного масла, кондитерских изделий и напитков (за исключением молочных ликеров).
Добавляется в количестве согласно ТИ (п. 3.6.54 СанПиН 2.3.2.1293-03); в качестве носителя-растворителя в пищевые продукты согласно ТИ в количестве согласно ТИ (п. 3.16.49 СанПиН 2.3.2.1293-03).

### Парфюмерия и косметика
В парфюмерии используется в составе отдушек и духов. Применяется как основа лака для ногтей.

### Техника
Триэтилцитрат также используется в качестве пластификатора для поливинилхлорида (ПВХ) и подобных пластмасс.

## Использование в мире
Триэтилцитрат как пенообразователь для пищевых продуктов официально разрешён во всех странах кроме Украины.